# Mick Hutton
Mick Hutton (* 5. Juni 1956 in Chester) ist ein britischer Jazzmusiker (Kontrabass, E-Bass sowie Steel Pan und Cuatro) und Komponist.
Hutton wurde in der britischen Jazzszene bekannt durch seine Zusammenarbeit mit Musikern wie mit Harry Beckett (Pictures of You, 1985) sowie mit Julian Argüelles, Iain Ballamy, Ken Stubbs/Django Bates (First House), dem Chris Biscoe Sextett und Bill Brufords Band Earthworks. Außerdem arbeitete Mick Hutton im Laufe seiner Karriere mit Alan Barnes, Peter Erskine, Tina May, Jim Mullen, John Scofield, Alan Skidmore, Tommy Smith, John Taylor, Stan Tracey und Kenny Wheeler. 2002 wirkte er an Robin Williamsons ECM-Album Skirting The River Road mit; im selben Jahr spielte er im Trio mit Martin Speake und Paul Motian (Change of Heart, ECM).
Eine Handverletzung zwang ihn, das Kontrabass-Spiel aufzugeben; er arbeitete fortan verstärkt als E-Bassist, Perkussionist und Synthesizer-Spieler sowie als Komponist; so spielt er gegenwärtig mit seiner eigenen Formation mit dem Saxophonisten Andy Panayi, dem Pianisten Barry Green und dem Schlagzeuger Paul Robinson.